# شهرستان هوانینگ
شهرستان هوانینگ (به لاتین: Huaning County) یک منطقهٔ مسکونی در چین است که در یوکسی واقع شده‌است. شهرستان هوانینگ ۱٬۱۱۴ کیلومتر مربع مساحت و ۱۹۴٬۸۹۷ نفر جمعیت دارد.